# Virgen con el Niño (Domenico Veneziano, Washington)
Virgen con el Niño es una pintura al temple sobre madera de álamo realizada por el pintor italiano Domenico di Bartolomeo da Venezia, más conocido como Domenico Veneziano, fechada alrededor de los años 1445-1450 y que se conserva en la Galería Nacional de Arte de Washington D. C.  

## Historia
Las primeras noticias que poseemos acerca del cuadro datan de cuando se encontraba en manos de la familia Edgeworth, en Irlanda, a finales del siglo XVIII o comienzos del siglo XIX. Se mantuvo por herencia en la familia hasta que pasó al mercado de antigüedades en 1929, para ser finalmente donada en 1939 a la Galería Nacional de Arte de Washington D. C. por la Samuel H. Kress Foundation.

## Descripción y estilo
La obra data de la fase de madurez tardía del artista en Florencia, cerca del momento de creación de La Virgen y el Niño con santos de Santa Lucía de' Magnoli (o Pala di Santa Lucia de' Magnoli, como se la conoce en Italia), una obra en la que por primera vez en el Renacimiento la luz del sol fue representada usando pintura en lugar de por el uso de oro en la obra, y en la que el artista consiguió una gran riqueza de matices en el colorido al añadir al temple que utilizó para pintarla una mayor proporción de aceite como aglutinante. Esta riqueza y delicadeza del color contrasta vivamente con los colores fuertes que utilizaban mayoritariamente los pintores florentinos de aquel momento.
Sobre un fondo de rosas, un motivo que en el momento de creación de la obra a mediados del siglo XV era típico de la pintura florentina, la Virgen está representada en media figura con el Niño en pie delante de ella apoyando la pierna en una almohada y extendiéndose para abrazarla. Los colores blanco y rosa de las flores subrayan respectivamente la virginidad de María y la prefiguración de la sangre de la Pasión de Jesús. La paleta es suave y delicada, y muestra la influencia de Fra Angelico y su "pintura de luz", mientras que la plasticidad de las figuras parece acentuada, según el ejemplo de Masaccio y Donatello. La fisionomía suave y elegante de los protagonistas es típica de los personajes de Domenico Veneziano. Las aureolas son discos en perspectiva que están sobre las cabezas de los personajes, un recurso que también usó Piero della Francesca, que fue alumno de Domenico Veneziano. 